# Saulă
Saula este o parâmă subțire (15-40 mm), metalică, vegetală, sintetică, răsucită sau împletită.
Este folosită pentru a manevra velele, pavilioanele, pentru a lega bandula sau diferite obiecte la bordul navei.